# 楊清 (弘治進士)
楊清（1462年—16世纪？），字廉夫，南直隶淮安府清河縣人，民籍，明朝官员。

## 生平
應天府鄉試第一百十名舉人。弘治十二年（1499年）中式己未科會試第二百八十二名，二甲第六十六名進士。授户部主事，歷官户部郎中，正德九年（1514年）八月升浙江布政司右参议，十二年正月考察。

## 家族
曾祖楊思敬；祖楊希賢；父楊廣，州吏目。母葛氏。具庆下。弟忠、良、臣。